# 蒲頭
蒲頭（？—？），三國時期鮮卑西鮮卑君主之一，是三國時期鮮卑西鮮卑第一任君主，在位年期不詳。
現時資料只知此王是西鮮卑首任領袖。228年，軻比能女婿鬱築鞬殺害曹魏使者夏舍。曹魏護烏桓校尉田豫率領西部鮮卑蒲頭、泄歸泥出塞討伐鬱築鞬。
| 前任： — | 三國西鮮卑君主 | 繼任： 泄歸泥 |